# デーモンズリング
『デーモンズリング』は、1984年に日本ファルコムから発売されたコンピュータゲームである。

## 内容
本作は、エレミアの王クロウリーの末子・デュムリンが父の敵である魔王サローンに戦いを挑む物語であり、呪われた家を中心に展開する前半部と地下洞窟に広がる迷路を探索する後半部の二部構成である。
本作は、当時ファルコムが得意としていたオカルト調の世界観を特徴としている。
作家の静川龍宗は、プロジェクトEGGの特設ページの中で、主人公の父の名・クロウリーから実在の魔術師アレイスター・クロウリーを、宿敵の魔王サローンの名から『指輪物語』を想起させる旨を述べている。
一方で、ライターの大澤良貴は、アダルトゲームの関連書籍『美少女ゲームマニアックス』に寄せたコラム「エロゲー今昔物語」の中で、本作においてきわどいシーンがいくつかあったと語っている。

## システム
本作のシステムは、当時一般的だったかな入力形式のテキストアドベンチャーゲームである。
技術的な特徴としては、当時としては瞬間的な描画速度が挙げられる。

## 反響
前述の通り、本作ではその瞬間的な描画速度が注目された。
日本ファルコム代表の加藤正幸は、本作によってブランドの知名度が上がったと述べている。

## 評価
ライターの佐々木潤は、AKIBA PC Hotline!の記事の中で、速いと評判だった『サラダの国のトマト姫』(1984年)を上回る速度の描画に衝撃を受けたのはいま(2019年)でも忘れられないと述べている。また、佐々木はグラフィックの絵柄が、Apple IIを想起させると述べ、本作のキャッチコピー「欧州絵画調電子小説」はそこから来ているのではないかと推測している。
佐々木は『ホラーハウス』『モンスターハウス』『バードランド』『狂気の館』に連なるオカルト調のシナリオは確実にファンの心をつかんだとする一方、オカルトに疎いプレイヤーにとっては少々不気味すぎて抵抗を感じるだろうとみている。